# Rubén Jaramillo, Zacatecas
Rubén Jaramillo är en ort i Mexiko.   Den ligger i kommunen Trancoso och delstaten Zacatecas, i den centrala delen av landet, 500 km nordväst om huvudstaden Mexico City. Rubén Jaramillo ligger 2 120 meter över havet och antalet invånare är 239.
Terrängen runt Rubén Jaramillo är huvudsakligen platt, men åt sydväst är den kuperad. Terrängen runt Rubén Jaramillo sluttar österut. Runt Rubén Jaramillo är det ganska tätbefolkat, med 58 invånare per kvadratkilometer. Närmaste större samhälle är Trancoso, 6,6 km nordväst om Rubén Jaramillo. Omgivningarna runt Rubén Jaramillo är i huvudsak ett öppet busklandskap.